# Dealu Glămeia
Dealu Glămeia – wieś w Rumunii, w okręgu Vâlcea, w gminie Zătreni. W 2011 roku liczyła 46 mieszkańców.